# Nikki Serlenga
Nikki Lee Serlenga, mais conhecida como Nikki Serlenga (San Diego, 20 de junho de 1978), é uma futebolista estadunidense.